# 奥利弗·温-格里菲思
奥利弗·温-格里菲思（英語：Oliver Wynne-Griffith，1994年5月29日—），英国男子赛艇运动员。他曾代表英国参加2020年夏季奥林匹克运动会赛艇比赛，获得男子八人单桨有舵手铜牌。